# Limenitis albata
Limenitis albata är en fjärilsart som beskrevs av Charles James Watkins 1927. Limenitis albata ingår i släktet Limenitis och familjen praktfjärilar. Inga underarter finns listade i Catalogue of Life.